# Radodzierz
Radodzierz – jezioro w woj. kujawsko-pomorskim, w powiecie świeckim, w gminie Warlubie, leżące na terenie Borów Tucholskich.

## Dane morfometryczne
Powierzchnia zwierciadła wody wynosi 246,4 ha.
Zwierciadło wody położone jest na wysokości 76,9 m n.p.m.. Średnia głębokość jeziora wynosi 5,0 m, natomiast głębokość maksymalna 9,5 m.
Na podstawie badań przeprowadzonych w 2001 roku wody jeziora zaliczono do II klasy czystości i II kategorii podatności na degradację.

## Hydronimia
Według urzędowego spisu opracowanego przez Komisję Nazw Miejscowości i Obiektów Fizjograficznych (KNMiOF) nazwa tego jeziora to Radodzierz. W różnych publikacjach i na mapach topograficznych jezioro to występuje pod nazwą Radodzież.